# 2021年中华人民共和国国务院政府工作报告
2021年中华人民共和国国务院政府工作报告于2021年3月5日在第十三届全国人民代表大会第四次会议中由国务院总理李克强代表国务院发表。这是李克强发表的第八份政府工作报告，也是其第二个总理任期内第三份政府工作报告。

## 內容
2021年国务院政府工作报告的主要内容有：

### 2020年工作回顾
- 疫情防控取得重大战略成果
- 在全球主要经济体中唯一实现经济正增长[註 1]
- 脱贫攻坚战取得全面胜利
- 决胜全面建成小康社会取得决定性成就

### 2021年重點工作
- 今年發展預期目標
  - 國內生產總值增長6%以上
  - 城镇新增就业1100万人以上，城镇调查失业率5.5%左右
  - 居民消费价格涨幅3%左右
  - 进出口量稳质升，国际收支基本平衡
  - 居民收入稳步增长
  - 单位国内生产总值能耗降低3%左右
  - 粮食产量保持在1.3万亿斤以上
- 重点工作
  - 保持宏观政策连续性稳定性可持续性，促进经济运行在合理区间
    - 財政政策
      - 赤字率拟按3.2%左右安排
      - 财政支出总规模比去年增加，重点仍是加大对保就业保民生保市场主体的支持力度
      - 进一步大幅压减非急需非刚性支出，对地方一般性转移支付增长7.8%，其中均衡性转移支付、县级基本财力保障机制奖补资金等增幅均超过10%
      - 将2.8万亿元中央财政资金纳入直达机制

    - 减税政策

### 其它
- 政務：
- 民族：
- 宗教：
- 僑務：
- 軍隊：
- 港澳：完善特别行政区同宪法和基本法实施相关的制度和机制
- 台灣：
- 外交：